# Borovo (distrikt)
Borovo (bulgariska: Борово) är ett distrikt i Bulgarien.   Det ligger i kommunen Obsjtina Gotse Deltjev och regionen Blagoevgrad, i den sydvästra delen av landet, 130 km söder om huvudstaden Sofia.
Trakten runt Borovo består till största delen av jordbruksmark. Runt Borovo är det ganska tätbefolkat, med 80 invånare per kvadratkilometer.